# Levenslied (televisieserie)
Levenslied is een Nederlandse dramaserie. De eerste aflevering van seizoen 1 werd op 20 januari 2011 uitgezonden. Seizoen 2 is op 8 april 2013 van start gegaan. In de serie wordt het leven gevolgd van een groep mensen die wekelijks met elkaar in een koor zingen.

## Rolverdeling

### Hoofdpersonages
| Acteur              | Personage                   | Opmerkingen             |
| Anna Drijver        | Betty de Waal               | Dirigente               |
| Nadja Hüpscher      | Madee Aipurri               | Makelaar                |
| Caro Lenssen        | Elske Houtsma               | Bijstandsmoeder         |
| Tijn Docter         | Jeroen van Basten Batenburg | Advocaat & Fiscalist    |
| Cees Geel           | Thomas Besting              | Beheerder van de bar    |
| Guy Clemens         | Dylan Levelt                | ICT'er (automatisering) |
| Hans Dagelet        | Lucas van Ommeren           | Zakenbankier            |
| Sabri Saad El-Hamus | Boutros Sroer               | Docent Nederlands       |
| Sytske van der Ster | Lieke van Basten Batenburg  | Vrouw van Jeroen        |

## Muziek

### Seizoen 1
| Titel                                                   | Koor / Solo                        | Oorspronkelijke artiest                         |
| Aflevering 1, uitgezonden op 20 januari 2011            |                                    |                                                 |
| "Tainted Love"                                          | Koor                               | Gloria Jones, in 1981 gecoverd door Soft Cell   |
| "Let the Sunshine In"                                   | Koor met solo van Jeroen           | The 5th Dimension                               |
| "Chasing Pavements"                                     | Koor met solo van Elske            | Adele                                           |
| Aflevering 2, uitgezonden op 27 januari 2011            |                                    |                                                 |
| "Non, non, rien n'a changé"                             | Koor met solo van Madee & Thomas   | Les Poppys                                      |
| "Kleine jongen"                                         | Koor met solo van Dylan            | André Hazes                                     |
| Aflevering 3, uitgezonden op 3 februari 2011            |                                    |                                                 |
| "Rehab"                                                 | Koor met solo van Madee & Elske    | Amy Winehouse                                   |
| "You've Got a Friend"                                   | Koor met solo van Lucas            | Carole King, in 1971 gecoverd door James Taylor |
| Aflevering 4, uitgezonden op 10 februari 2011           |                                    |                                                 |
| "Poker Face"                                            | Koor                               | Lady Gaga                                       |
| "The Windows of the World"                              | Koor met solo van Thomas & Boutros | Dionne Warwick                                  |
| Aflevering 5, uitgezonden op 17 februari 2011           |                                    |                                                 |
| "Mr. Bojangles"                                         | Koor                               | Jerry Jeff Walker                               |
| "Beta Djalan Djalan"                                    | Koor met solo van Madee            |                                                 |
| "Do for love"                                           | Koor met solo van Jeroen & Lieke   | Cover door Sabrina Starke                       |
| Aflevering 6, uitgezonden op 24 februari 2011           |                                    |                                                 |
| "Changes"                                               | Koor                               | Sugababes                                       |
| "Misschien niet de eeuwigheid"                          | Koor met solo van Thomas           | BLØF                                            |
| Aflevering 7, uitgezonden op 3 maart 2011               |                                    |                                                 |
| "Got to get you into my life"                           | Koor                               | The Beatles                                     |
| "I'm not in love"                                       | Koor met solo van Madee            | 10cc                                            |
| Aflevering 8, uitgezonden op 10 maart 2011              |                                    |                                                 |
| "Walking on sunshine"                                   | Koor                               | Katrina & The Waves                             |
| "Şımarık" (internationaal ook wel bekend als Kiss Kiss) | Koor met solo van Dylan            | Tarkan                                          |
| "De mallemolen"                                         | Koor met solo van Boutros          | Heddy Lester                                    |
| Aflevering 9, uitgezonden op 17 maart 2011              |                                    |                                                 |
| "Ich bin wie du"                                        | Koor                               | Marianne Rosenberg                              |
| "That I would be good"                                  | Koor met solo van Lucas            | Alanis Morissette                               |
| Aflevering 10, uitgezonden op 24 maart 2011             |                                    |                                                 |
| "Empire State of Mind"                                  | Koor                               | Jay-Z & Alicia Keys                             |
| "Nobody's wife"                                         | Koor met solo van Madee            | Anouk                                           |
| "Put your records on"                                   | Koor met solo van Elske            | Corinne Bailey Rae                              |

### Seizoen 2
| Titel                                      | Koor / Solo                                                    | Oorspronkelijke artiest       |
| Aflevering 1, uitgezonden op 8 april 2013  |                                                                |                               |
| "Moves like Jagger"                        | Koor met solo van Elske                                        | Maroon 5 & Christina Aguilera |
| "Ain't no mountain high enough"            | Koor met Edsilia Rombley                                       | Marvin Gaye & Tammi Terrell   |
| "Telkens weer"                             | Koor met solo van Elske en Madee                               | Willeke Alberti               |
| Aflevering 2, uitgezonden op 15 april 2013 |                                                                |                               |
| "Copacabana"                               | Koor met solo van Dylan en Jeroen                              | Barry Manilow                 |
| "Wonderwall"                               | Koor met solo van Dylan                                        | Oasis                         |
| "Perfect Day"                              | Koor met solo van Lucas                                        | Lou Reed                      |
| Aflevering 3, uitgezonden op 22 april 2013 |                                                                |                               |
| "Price Tag"                                | Koor met solo van Lieke                                        | Jessie J ft. B.o.B            |
| "Float on"                                 | Koor met solo van Jeroen                                       | The Floaters                  |
| "Space Oddity"                             | Koor met solo van Thomas en Dylan                              | David Bowie                   |
| Aflevering 4, uitgezonden op 29 april 2013 |                                                                |                               |
| "Annabel"                                  | Koor met solo van Thomas                                       | Hans de Booij                 |
| "Thank you for the music"                  | Koor                                                           | Abba                          |
| "I can't make you love me"                 | Koor met solo van Jeroen                                       | Bonnie Raitt                  |
| Aflevering 5, uitgezonden op 6 mei 2013    |                                                                |                               |
| "Un deux trois"                            | Koor met solo van Elske                                        | Catherine Ferry               |
| "Yesterday once more"                      | Koor met solo van Lieke                                        | The Carpenters                |
|                                            |                                                                |                               |
| Aflevering 6, uitgezonden op 13 mei 2013   |                                                                |                               |
| "Stayin' Alive"                            | Koor met solo van Jeroen                                       | Bee Gees                      |
| "Grace Kelly"                              | Solo van Mark                                                  | Mika                          |
| "Fantasy"                                  | Koor met solo van Mark                                         | Earth, Wind and Fire          |
| Aflevering 7, uitgezonden op 20 mei 2013   |                                                                |                               |
| "It's a shame"                             | Koor met solo van Mark                                         | The Spinners                  |
| "The A Team"                               | Koor met solo van Jeroen en Lucas                              | Ed Sheeran                    |
| Aflevering 8, uitgezonden op 27 mei 2013   |                                                                |                               |
| "Smells like teen spirit"                  | Koor met solo van Madee en Thomas                              | Nirvana                       |
| "Just hold me"                             | Koor met solo van Elske en Dylan                               | Maria Mena                    |
| Aflevering 9, uitgezonden op 3 juni 2013   |                                                                |                               |
| "Isn't She Lovely?"                        | Koor met solo van Dylan                                        | Stevie Wonder                 |
| "Une belle histoire"                       | Koor met solo van Elske en Lieke                               | Michel Fugain                 |
| Aflevering 10, uitgezonden op 10 juni 2013 |                                                                |                               |
| "Get Up (I Feel Like Being a) Sex Machine" | Koor met solo van Thomas, Boutros en Lucas                     | James Brown                   |
| "Kiss"                                     | Koor met solo van Mark                                         | Prince                        |
| "With or without you"                      | Koor met solo van Elske, Thomas, Madee, Lieke, Jeroen en Dylan | U2                            |

## Album
De cast van Levenslied maakte ook een album onder de naam De cast van Levenslied. Hierop staan 14 complete tracks uit seizoen 1.

## Hitnotering
Op 2 april 2011 kwam het album op nummer 87 binnen in de Nederlandse Album Top 100.